# アレクセイ・アレリューヒン
アレクセイ・ヴァシリエヴィチ・アレリューヒン（ロシア語: Алексей Васильевич Алелюхин、1920年3月30日 - 1990年10月29日）は、ソビエト連邦の軍人。二重ソ連邦英雄。最終階級は空軍少将。第二次世界大戦では、個人撃墜40機、共同撃墜17機を記録するエース・パイロットとして知られる。大戦中は第9親衛戦闘機航空連隊に所属し、戦後は朝鮮戦争なども経ながら第28戦闘機航空師団の指揮を執った。1985年に退役。

## 前半生
アレリューヒンは、1920年3月30日に、ロシア社会主義連邦ソビエト共和国トヴェリ州ケソヴァ・ゴラで生まれた。1930年代にアレリューヒン一家はモスクワへ転居。1936年に第7学年を修了した彼は、モスクワのカンツプロム工場に就職した。1938年にオクチャブリスキー飛行クラブを卒業すると、その年の12月に赤軍に召集された。1939年、アレリューヒンはボリソグレブスク空軍飛行士学校を卒業し、11月5日に少尉補へ昇進した。その後、彼はオデッサ軍管区の第69戦闘機航空連隊に配属された。

## 第二次世界大戦
1940年6月から7月にかけて行われたソビエト連邦によるベッサラビアと北ブコヴィナの占領では、アレリューヒンは第69戦闘機航空連隊とともに航空防衛を担当した。この連隊には、主にポリカールポフ I-16が配備されていた。1941年6月22日、ドイツはバルバロッサ作戦を展開し、ここに大祖国戦争の火蓋が切られた。この時すでにベッサラビアは最前線と化しており、アレリューヒンはベッサラビア防衛の任に就いた。8月初旬より、彼は連隊とともにオデッサへ移動した。9月2日、彼は榴散弾の破片を背中と腕に受け、わずかではあるが負傷している。9月8日、少尉へ昇進。アレリューヒンは、11月5日に1度目となる赤旗勲章を受章した。また、この年の秋に、連隊はラヴォーチキン＝ゴルブーノフ＝グードゥコフ LaGG-3を受領している。
1942年2月10日、アレリューヒンはレーニン勲章を受章した。同年3月、彼の所属している第69戦闘機航空連隊は、一連の功績により第9親衛戦闘機航空連隊へ改称した。7月30日、アレリューヒンは榴散弾の破片を受け、再び背中と腕を負傷している。1942年後半には、彼は連隊とともにスターリングラード攻防戦で戦闘任務の遂行に当たった。8月10日、彼は6機のLaGG-3を率いてドイツ空軍のメッサーシュミット Bf109を10機迎え撃ち、この内1機を撃墜した。一週間後、アレリューヒンは単独で飛行中に、4機のBf109から攻撃を受けた。彼は尾部のBf109を6度にわたって巧みに躱し、窮地を切り抜けることに成功した。なお、この交戦中に1機のBf109を撃墜している。9月22日、赤星勲章を受章。10月19日には中尉に昇進した。このころ、連隊はヤーコヴレフ Yak-1を再配備している。中尉昇進を受け、アレリューヒンは第9親衛戦闘機航空連隊第1飛行中隊の指揮官に任命された。彼は、自身の中隊に配備されている戦闘機のスピナーを赤く塗装したが、この案はすぐに他の連隊にも採用されている。1943年初頭に、彼はロストフの戦いに参戦した。
アレリューヒンは、1943年3月22日に大尉へ昇進した。6月、彼は榴散弾の破片を頭に受け、軽傷を負っている。7月14日、アレクサンドル・ネフスキー勲章を受章し、8月1日には自身2度目の赤旗勲章を受章した。8月中に、連隊はアメリカからP-39 エアラコブラを受領し、アレリューヒンによれば、戦果は少なくとも17機撃墜に達していた。8月から9月にかけて、彼はドンバス戦略攻勢に、9月から10月にかけてはドニエプル川の戦いに参戦している。8月24日、アレリューヒンは総出撃回数265回、空戦65回、敵機撃墜数 11機の功績を称えられて2度目のレーニン勲章を受章し、ソ連邦英雄に列せられた。10月8日には3等スヴォーロフ勲章を受章している。11月1日、総出撃回数410回、空戦114回、敵機撃墜数26機の功績を称えられて再びソ連邦英雄に列せられた。
1944年3月25日、アレリューヒンは少佐へ昇進した。4月から5月にかけて、彼はクリミア攻勢に参戦した。5月5日、クリミア半島を飛行中だったアレリューヒンは、遭遇したドイツ空軍のフォッケウルフ Fw190を撃墜した。しかし、自身の機体もFw190との戦闘で損傷しており、彼は脱出を余儀なくされた。彼は戦列の合間に着陸したため、ソ連軍を前進させて救出されている。クリミア攻勢が成功を収めると、連隊はチカロフスキー空港に移動し、ラヴォーチキン La-7を使用した再訓練を行った。7月、アレリューヒンは第9親衛戦闘機航空連隊副指揮官に任命された。連隊は10月に前線へ戻り、その後すぐグンビンネン作戦に動員された。
1945年1月、アレリューヒンはケーニヒスベルクの戦いに参戦した。3月27日、彼はピラウ西方のバルト海上で2機のFw190を撃墜した。ケーニヒスベルク陥落後、連隊は4月にザームラント攻勢、次いでベルリンの戦いと目まぐるしく戦地を駆けた。4月19日、ベルリン上空で1機のFw190を撃墜。4月20日には、自身3度目となる赤旗勲章を受章した。ジョージ・メリンジャーによれば、大戦終結までに、アレリューヒンは40機を個人撃墜、17機を共同撃墜したとされる。総出撃回数は601回に上る。これにより、彼は第9親衛戦闘機航空連隊のトップエースとなり、ソ連軍のエース・パイロットでも15番目の高記録を残した。しかしながら、ミハイル・ブコフは28機撃墜という低記録を主張している。

## 戦後
1948年4月13日、アレリューヒンは中佐へ昇進した。11月、彼はM・V・フルンゼ名称軍事学校を卒業。1950年3月、彼は第151親衛戦闘機航空師団の副指揮官に就任した。7月、アレリューヒンは師団とともに中華人民共和国へ移動し、同地で第64戦闘機航空軍団に加わる形で朝鮮戦争に参戦した。10月20日、彼は大佐へ昇進し、11月には同軍団の第28戦闘機航空師団指揮官に任じられた。1951年12月、師団は中国を離れ、アゼルバイジャン・ソビエト社会主義共和国のバクー防空管区へ配属替えとなった。1952年3月、彼はソ連空軍参謀本部で航空部門の統括を任じられ、11月までこの職に当たっている。1954年、アレリューヒンはK・E・ヴォロシーロフ名称高等軍事学校を卒業した。
アレリューヒンはその後、Y・A・ガガーリン名称空軍学校の戦闘機部門と航空戦術部門の副長に就任した。1956年、彼は同学校で部隊訓練方法部門の副長も兼任した。1961年、アレリューヒンは第95戦闘機航空師団の参謀長に就任。1961年にはモスクワ軍管区航空部隊情報部門の参謀長へ配属替えとなった。1970年から1974年の間に、彼はミンスクに位置する第26航空軍の副参謀長を務めた。1971年11月8日、彼は少将へ昇進した。1974年よりモスクワ軍管区の副参謀長として展示航空機を担当。1980年から1985年の間に、彼はモスクワ軍管区航空副参謀長を務めた。1985年8月に退役し、以降はモスクワで過ごした。1990年10月29日に死去し、遺体はノヴォデヴィチ墓地に埋葬された。

## 叙勲
- 二重ソ連邦英雄（1943年8月24日、1943年11月1日）
- レーニン勲章2回（1942年、1943年）
- 赤旗勲章3回（1941年、1943年、1945年）
- 労働赤旗勲章（1968年）
- 赤星勲章2回（1942年、1950年）
- スヴォーロフ勲章
  - 3等スヴォーロフ勲章（1943年）
- アレクサンドル・ネフスキー勲章（ロシア語版）（1943年）
- 祖国戦争勲章
  - 1等祖国戦争勲章（1985年）
- ソ連軍勤務時祖国奉仕勲章（ロシア語版）
  - 3等ソ連軍勤務時祖国奉仕勲章（1975年）
- 戦功記章（英語版）
- ウラジーミル・イリイチ・レーニン生誕100周年記念記章（英語版）
- スターリングラード防衛記章
- オデッサ防衛記章（ロシア語版）
- ベルリン占領記章（英語版）
- ソ連軍退役軍人記章（英語版）
- 完全軍務記章（英語版）
  - 1等完全軍務記章
- 1941年-1945年大祖国戦争における対ドイツ戦勝記章（ロシア語版）
- 1941年–1945年大祖国戦争勝利20年記念記章（英語版）
- 1941年–1945年大祖国戦争勝利30年記念記章（英語版）
- 1941年–1945年大祖国戦争勝利40年記念記章（英語版）
- ソビエト陸海軍30年記念記章（英語版）
- ソ連軍40年記念記章（英語版）
- ソ連軍50年記念記章（英語版）
- ソ連軍60年記念記章（英語版）
- ソ連軍70年記念記章（英語版）